# Yuri Alvear
Yuri Alvear, född den 29 mars 1986 i Jamundí, Colombia, är en colombiansk judoutövare.
Hon tog OS-brons i damernas mellanvikt i samband med de olympiska judotävlingarna 2012 i London. Vid olympiska sommarspelen 2016 i Rio de Janeiro tog hon en silvermedalj i mellanvikt.
Alvear har tagit tre guldmedaljer vid världsmästerskapen 2009, 2013 och 2014 samt bronsmedaljer 2015, 2017 och 2018.